# Couvent Sainte-Claire de Saint-Jacques-de-Compostelle
Pour les articles homonymes, voir Couvent Sainte-Claire.
Le couvent Sainte-Claire est un couvent cloîtré de l'ordre des Clarisses situé dans la rue San Roque, à Saint-Jacques-de-Compostelle (province de La Corogne), en Espagne.

## Histoire
Le couvent a été fondé à l'extérieur des remparts, au nord de la ville, en 1260 grâce à des dons de la ville de Compostelle et de l'épouse du roi Alphonse X le Sage, Yolande d'Aragon. C'est le premier couvent de Clarisses en Galice (celui de Pontevedra a été fondé en 1271). Le fait d'être fondé et promu par Yolande d'Aragon dans la seconde moitié du XIIIe siècle, lui a vaut le titre de "Royal".
Il a subi diverses modifications au cours des siècles, la première au XVIe siècle grâce aux donations de l'abbesse Isabel de Grenade, et plus tard aux XVIIe siècle et XVIIIe siècle, qui lui ont donné son aspect baroque actuel. Les architectes Domingo de Andrade, Fray Gabriel Domínguez, Pedro Arén et Simón Rodríguez ont participé à ces travaux.
Le couvent Sainte-Claire a été déclaré monument national en 1940.

## Description

### Façade
La façade de l'église, œuvre de Simón Rodríguez, est une grande œuvre de l'architecture baroque de Compostelle.
La façade est l'œuvre de Simón Rodríguez en 1719, dans le style baroque compostellan, également connu sous le nom de "baroque à plaques" en raison des formes géométriques pures qui semblent se superposer aux murs : un style imposé par la dureté du granit, qui exige une sculpture de formes accentuées.
Il s'agit d'une façade-rideau qui laisse place à un petit jardin où se cache la véritable et simple façade de l'église. Comme l'ensemble du couvent, cette façade est réalisée en maçonnerie de granit, en trois sections, et se distingue par son grand dynamisme baroque dû aux jeux d'ombre et de lumière provoqués par l'intense décoration centrée sur la section centrale. Il y a un excès d'ornementation originale: très caractéristiques sont les grandes corniches, les volutes, les frontons brisé et les grands cylindres de pierre dans l'angle de la façade, comme des tonneaux, qui créent une sensation de grande instabilité,.

### Intérieur
À l'intérieur, les treillis typiques des cloîtres sont remarquables. Dans l'église, on trouve plusieurs autels de style churrigueresque dédiés à des saints franciscains et le principal retable baroque réalisé par Domingo de Andrade en 1700 dans lequel est vénérée l'Immaculée Conception, objet d'une grande dévotion pour les Clarisses et les Franciscains. On y trouve également une chaire en granit et les armoiries de l'ancien bâtiment médiéval. Les retables du transept sont dédiés à Saint Antoine de Padoue et à la Vierge Marie.

## Culture
La tradition veut que, tant à Saint-Jacques-de-Compostelle que dans d'autres villes comme Pontevedra, pour qu'il ne pleuve pas le jour du mariage, on doit apporter un panier d'œufs à un couvent de Clarisses.
Aujourd'hui, 13 religieuses vivent dans le couvent et, en plus de leurs prières, elles s'occupent des travaux pour les particuliers, comme la broderie et le repassage.
L'église est ouverte au public uniquement avant et après la messe. La messe a lieu tous les jours à sept heures du soir, et la récitation du chapelet a lieu tous les jours à 18 h 30.

## Galerie

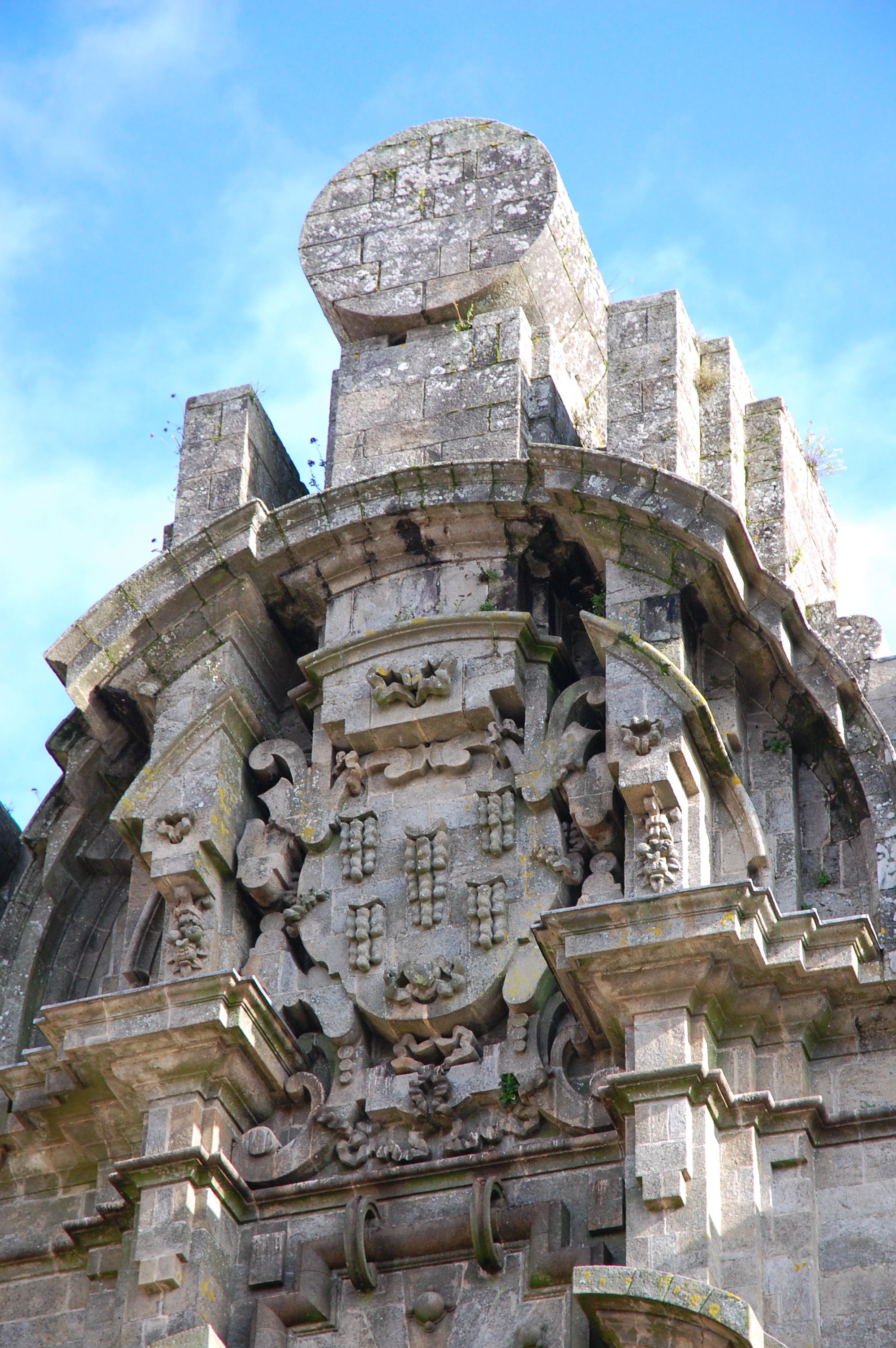
Détail du haut de la façade avec le cylindre de pierre.
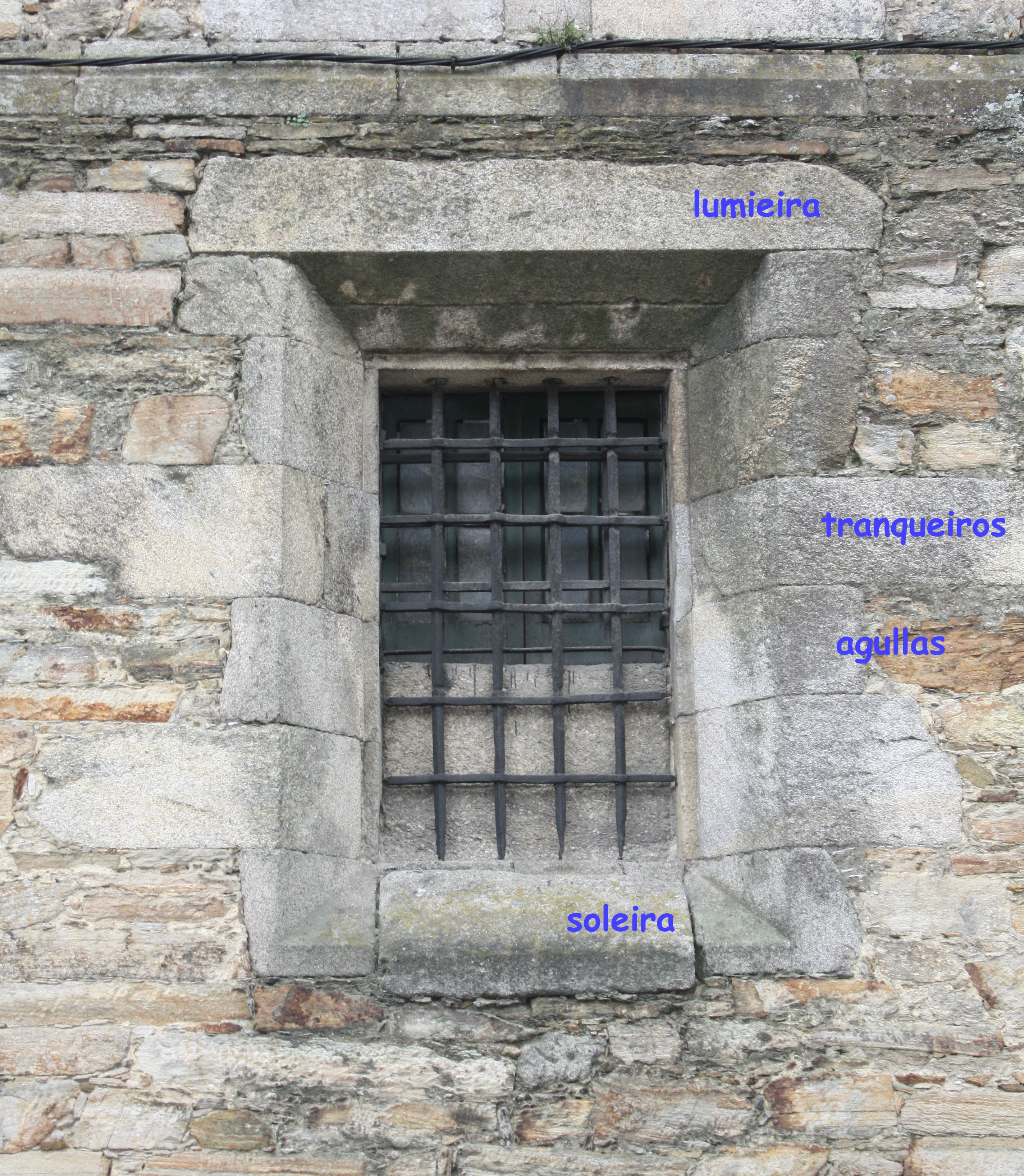
Fenêtre du couvent.
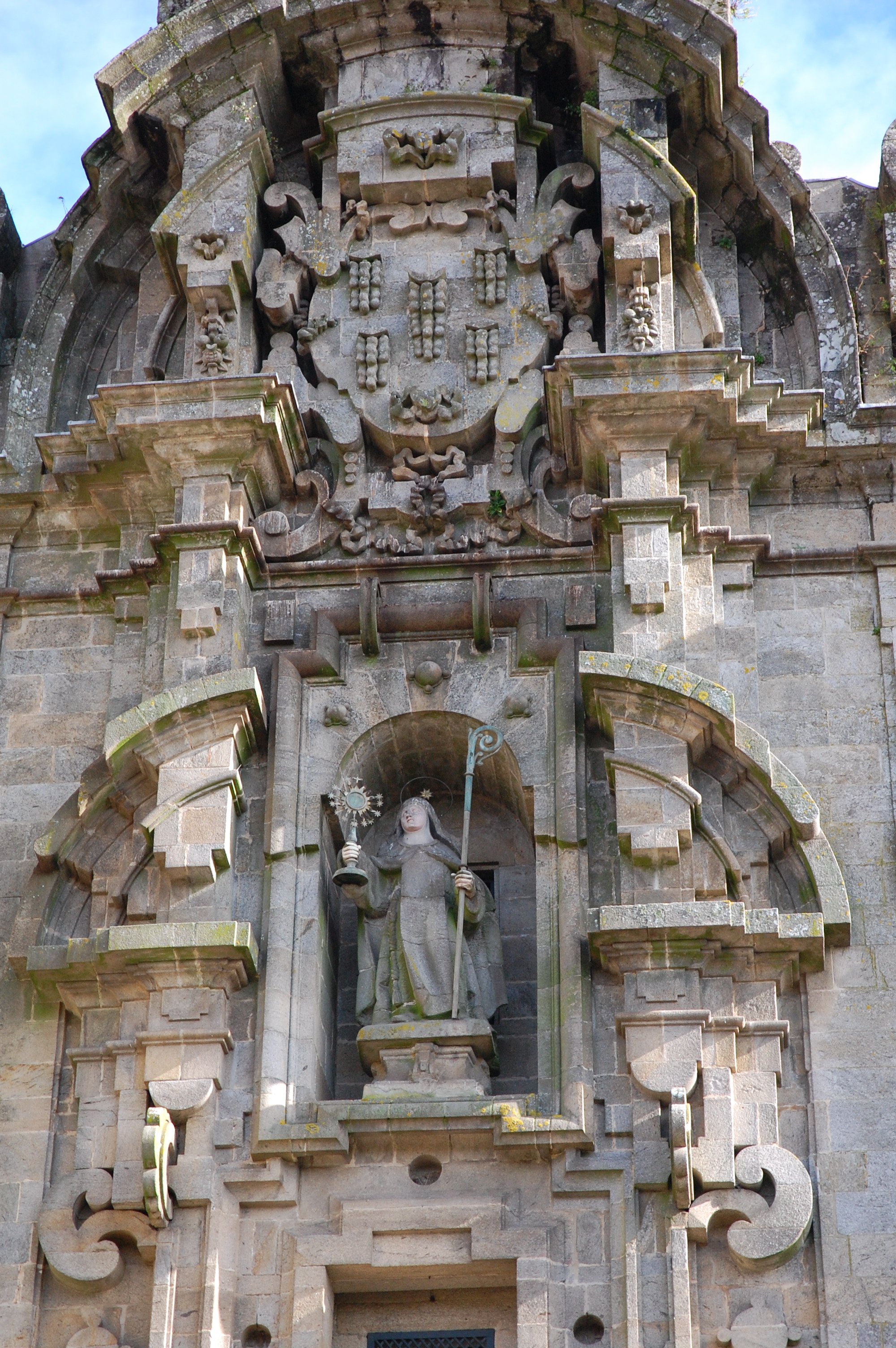
Image de Sainte-Claire dans une niche de la façade.